# Hamidullah Karimi
Hamidullah Nesar Ahmed Karimi (arabisch حمیدالله کریمی; * 6. Februar 1992 in Herat, Afghanistan) ist ein afghanischer Fußballspieler, der seit 2016 beim afghanischen Erstligisten Tofan Harirod sowie seit 2017 beim indischen Zweitligisten Delhi United SC spielt.

## Vereinskarriere
Bis 2012 spielte Karimi bei Ettefaq Herat in der Herat Premier League. Wie die meisten anderen Spieler in der Afghan Premier League 2012, wurde auch er in der Fußballcastingshow Maidan e Sabz entdeckt und unterschrieb einen Vertrag bei Tofan Harirod.
Sein Debüt in der neu gegründeten Liga feierte er am 21. September 2012 beim 4:1-Sieg gegen Simorgh Alborz, wo Karimi ein Tor zum 2:0 erzielte. Im zweiten Spiel gegen Oqaban Hindukush (4:0) schoss er drei Tore und erzielte somit den ersten Hattrick der Liga-Geschichte. Im dritten und letzten Gruppenspiel gegen Mawjhai Amu gelang ihm wieder ein Dreierpack. Somit traf er als einziger Spieler neben Abdul Wahid Noorzai in allen Spielen bis zum Halbfinale mindestens ein Tor. Am Ende konnte man die Meisterschaft feiern. Hamidullah Karimi wurde Torschützenkönig der APL 2012 mit 9 Toren und trug damit einen großen Teil zur Meisterschaft seiner Mannschaft bei.
In der Saison 2013 spielte er wieder in der Herat Premier League, diesmal bei Kohistan Herat.
In der APL 2013 knüpfte er an seinen Leistungen der vorherigen Saison an. Obwohl Karimi das erste Spiel verpasste, weil er mit der Nationalmannschaft bei den Südasienmeisterschaften in Nepal war, konnte er in der Gruppenphase, die man als Erster beendete, in zwei Spielen vier Tore erzielen. Das Finale verpasste man überraschend; nachdem man im Halbfinale gegen Shaheen Asmayee zunächst 2:0 gewann, verlor Tofan Harirod das Rückspiel 0:3. Karimi erzielte den 2:0-Entstand im Hinspiel. Am Ende wurde man Dritter, nachdem man im Spiel um Platz 3 4:0 gegen Oqaban Hindukush gewann; der Stürmer erzielte das 2:0 und das 4:0. Mit insgesamt sieben Toren wurde Karimi wie im Vorjahr und neben Hashmatullah Barekzai Torschützenkönig.
Seine dritte Saison bei Tofan verlief enttäuschend; mit nur vier Punkten aus drei Spielen schied man bereits in der Gruppenphase aus, Karimi selber konnte nur ein Tor zum 1:1-Entstand gegen De Spinghar Bazan erzielen.
Zur Saison 2015 sollte Karimi zum Ligakonkurrenten De Maiwand Atalan wechseln. Jedoch bekam er ein Angebot vom indischen Verein Meghe United, für die er bereits Anfang 2014 spielte, und wechselte für die Rückrunde der Saison 2014/15 auf den indischen Subkontinent in die Nagpur Premier League. Zur Saison 2016 kehrte er zu seinem Stammverein Tofan Harirod zurück. Nach der Gruppenphase schied man aus; Karimi erzielte bei drei Einsätzen kein Tor.
2017 wechselte er wieder nach Indien, diesmal in die I-League 2nd Division zum Delhi United SC in die indische Hauptstadt. Der Stürmer setzte sich als Stammspieler durch, verletzte sich aber vor dem letzten Vorrundenspiel am 4. März 2017 gegen Real Kashmir. Zwei Monate später gab er am 4. Mai 2017 gegen Fateh Hyderabad (1:2) sein Comeback. Sein erstes von zwei Toren schoss Karimi, der in Indien nur unter seinen Vornamen Hamidullah Nesar Ahmad aufläuft, bei 3:2-Sieg gegen Southern Samity am 17. Mai 2017. Am Ende der Saison verpasste man als Dritter den Aufstieg in die I-League.

## Nationalmannschaft
Karimi kam am 4. Juni 2013 bei der 2:3-Niederlage gegen Tadschikistan zu seinem ersten Einsatz bei der afghanischen Nationalmannschaft. Er stand in der Startelf und konnte in der 41. Minute die zwischenzeitliche 2:1-Führung erzielen.
Er wurde auch für den Kader für die Südasienmeisterschaft 2013 nominiert, wo die Nationalmannschaft auch gewann; Karimi blieb aber ohne Einsatz. Beim AFC Challenge Cup 2014 kam er im Spiel um Platz 3 gegen die Malediven zum Einsatz und konnte die zwischenzeitliche 1:0-Führung erzielen; auch im anschließenden Elfmeterschießen (7:8 n. E.) konnte er ein Tor erzielen. Zugleich war es Karimis letztes Spiel für die Nationalmannschaft, er wurde danach nicht mehr nominiert.

## Erfolge

### Im Verein
Tofan Harirod
- Afghanischer Meister: 2012
- Drittplatzierter: 2013

### In der Nationalmannschaft
- Südasienmeister: 2013 (ohne Einsatz)

### Auszeichnungen
- Torschützenkönig der Afghan Premier League: 2012, 2013